# 보툴리눔 독소
보툴리눔 독소(영어: Botulinum Toxin, BTX)는 클로스트리디움 보툴리눔(Clostridium botulinum) 균 및 관련 종에 의해 생성되는 신경 독성 단백질이다. 이는 신경근 접합부의 축삭돌기 말단으로부터 분비되는 신경 전달 물질인 아세틸콜린의 방출을 막는다. 또한 이 독소는 의학, 화장품 및 연구 분야에서 상업적으로 사용된다.
보툴리눔 독소는 A형부터 H형의 각기 다른 유형이 있다. A형과 B형은 사람에게 질병을 유발시킬 수 있으며 상업적 및 의학적으로 사용된다. C형부터 G형은 덜 일반적이다. 한편, H형은 알려진 독소 중 가장 치명적인 물질로 간주되며 20억 분의 1그램만 주입해도 성인을 죽음에 이르게 할 수 있다. 보툴리눔 독소 A형 및 B형은 다양한 근육 경련 및 근육 과활동으로 생기는 질병들을 치료하기 위해 의료 분야에서 사용된다. 보툴리눔 독소 A형의 상업적 제품은 다양한 상표명으로 판매되는데, 그 중 하나는 엘러간 (Allergan) 에 의해 제조되고 판매되는 보톡스이다.

## 제조법
주로 상한 통조림에서 생기는 독성 세균(주로 Clostridium botulinum)이 만드는 보툴리눔 독을 정제해 만든다.

## 분류
마이오블록은 보툴리눔 독소 B형이며, 디스포트는 보툴리눔 독소 A형이다.

## 효능·효과
다한증·경련성 방광·두통 등 다양한 분야에 사용되고 있다.

### 다한증
다한증은 손바닥, 발바닥, 얼굴, 겨드랑이 등에서 땀이 많이 나는 증세이다. 수술로 치료가 가능하지만 전신 마취를 해야 하고 수술 뒤 흉터가 남는 문제가 있다. 보툴리눔 독소제는 겨드랑이 다한증 환자에게 효과가 가장 좋다. 치료 유효기간은 6~8개월이다.

### 사각턱
사각턱의 원인은 두 가지이다. 하나는 턱뼈 자체가 양옆으로 튀어나온 것이고, 다른 하나는 저작근(씹는 근육)이 지나치게 발달해서다. 이 중 저작근 때문에 사각 턱이 된 사람이라면 보툴리눔 독소제로 교정이 가능하다. 턱 주변 저작 근육에 보툴리눔 독소제를 주사한다. 사각 턱 교정은 건강보험 적용이 안 된다. 시술 뒤 질긴 음식을 오래 씹거나 계단을 오르내릴 때 피로감을 느끼는 등의 후유증을 겪을 수 있다.

## 단점
보툴리눔 독소 주사 요법의 최대 단점은 효과가 일시적(3~6개월)이라는 것이다. 여러 회사 제품이 경쟁적으로 출시되면서 가격이 1, 2년 전보다 50%가량 떨어졌지만 여전히 고가다. 보톡스가 가장 비싸고 디스포트, 메디톡신, BTXA 차례다. 보톡스는 고가인 대신 분자량이 적어 약효를 떨어뜨리는 항원·항체 반응이 적게 일어난다.

## 생물전
1970년대 논문을 통해 제조법이 모두 공개됐기 때문에 제조 특허가 없다. 다만 그 맹독(1g에 약 100만 명 사망)으로 인해 생물무기협약 규제 대상물질이기 때문에 진입장벽이 두텁다. 이에 따라 2016년 기준으로, 의약용 제품은 미국 앨러간의 '보톡스'가 약 2조 5000억 원, 85%를 과점하고 있다. 대웅제약의 보톨리눔 톡신 나보타가 2014년 국내에 시판되었고 이후 미국 유럽 캐나다, 2022년 중국 등 전세계 55개국에서 허가를 획득하고 수출 계약을 체결하며 세계 시장에 진출하고 있다.